# Mistrzostwa Świata w Łucznictwie 1935
5. Mistrzostwa Świata w Łucznictwie odbyły się 26–31 sierpnia 1935 w Brukseli w Belgii. Organizatorem była Międzynarodowa Federacja Łucznicza.
Były to jedyne mistrzostwa w historii, w których w konkursie indywidualnym rozegrano eliminacje. Zawodniczki i zawodnicy strzelali najpierw na długim i krótkim dystansie. Najlepsza dziesiątka pań i piętnastka panów awansowała do serii finałowej, gdzie oddawano strzały tylko z 50 metrów. Wśród pań dwie najlepsze zawodniczki z eliminacji zajęły również dwa pierwsze medale w konkursie finałowym. Trzecia była Janina Kurkowska, która w eliminacjach była 5. Wśród panów medale wywalczyli zawodnicy, którzy w eliminacjach byli poza pierwszą trójką. Wywołało to kontrowersje i spowodowało rezygnację z tej formuły w kolejnych imprezach.
Polska wywalczyła 2 medale. Brąz wywalczyła Janina Kurkowska w konkursie indywidualnym i w drużynie, w składzie z Matyldą Janecką, Marią Stępień, Anną Moczulską i Zofią Bunschową.

## Medaliści

### Strzelanie z łuku klasycznego
| Konkurencja            | Złoto                                                               | Srebro                                                      | Brąz                                                                                           |
| Indywidualnie kobiet   | Ina Catani                                                          | E. Atkinson                                                 | Janina Kurkowska                                                                               |
| Indywidualnie mężczyzn | Adrien Van Kolen                                                    | Georges De Rons                                             | Frans Walraevens                                                                               |
| Drużynowo kobiet       | Wielka Brytania · E. Atkinson · Louise Nettleton · Barneby          | Szwecja · Ina Catani · Lisa Heilborn · Lindstrom            | Polska · Janina Kurkowska · Matylda Janecka · Maria Stępień · Anna Moczulska · Zofia Bunschowa |
| Drużynowo mężczyzn     | Czechosłowacja · Jaroslav Leneček · Dvoracek · Kucera · Alfred Popp | Belgia · Oscar Kessels · Georges De Rons · Hubert Van Innis | Szwecja · Henry Kjellson · Emil Heilbron · Eric Hansson                                        |

## Klasyfikacja medalowa
| Lp. | Państwo         | Złoto | Srebro | Brąz | Razem |
| 1.  | Belgia          | 1     | 2      | 1    | 4     |
| 2.  | Szwecja         | 1     | 1      | 1    | 3     |
| 3.  | Wielka Brytania | 1     | 1      | 0    | 2     |
| 4.  | Czechosłowacja  | 1     | 0      | 0    | 1     |
| 5.  | Polska          | 0     | 0      | 2    | 2     |